# Leda și lebăda

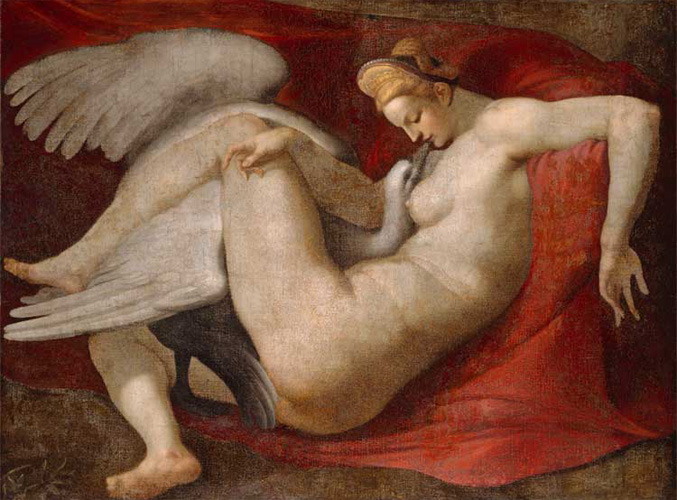
Leda și lebăda, copie din secolul al XVI-lea după o pictură pierdută a lui Michelangelo Buonarroti

Leda și lebăda este o temă din mitologia greacă în care Zeus a venit la Leda sub formă unei lebede. Împreună cu Tyndareos, Leda a avut mai mulți copii: Timandra, care s-a măritat cu Echemos, Clitemnestra, soția lui Agamemnon, Phoebe, Philonoe, Elena și Dioscurii. Dintre aceștia se spune că o parte au fost concepuți cu Zeus, care s-a preschimbat în lebădă pentru a o seduce pe Leda. Una din legendele legate de Leda povestește că în urma unirii cu zeul, ea a făcut două ouă (sau doar unul) din care au ieșit câte doi prunci: Clitemnestra și Pollux, Elena și Castor. Dintre aceștia, doi erau muritori, aparținând lui Tindar, iar doi erau nemuritori, semănând lui Zeus. Cu toate acestea sursele mitologice nu sunt de acord în legătură cu mortalitatea și imortalitatea copiilor Ledei, neștiindu-se sigur care erau și care nu erau nemuritori. Castor și Pollux (sau Dioscurii) sunt uneori sau amândoi muritori sau amândoi nemuritori. O altă variantă este că doar unul din ei este nemuritor, și anume Pollux. În Sparta, în templul fiicelor lui Leucip, exista găoacea unui ou uriaș, despre care se spunea că ar fi fost făcut chiar de Leda.

## Pictură de Leonardo da Vinci

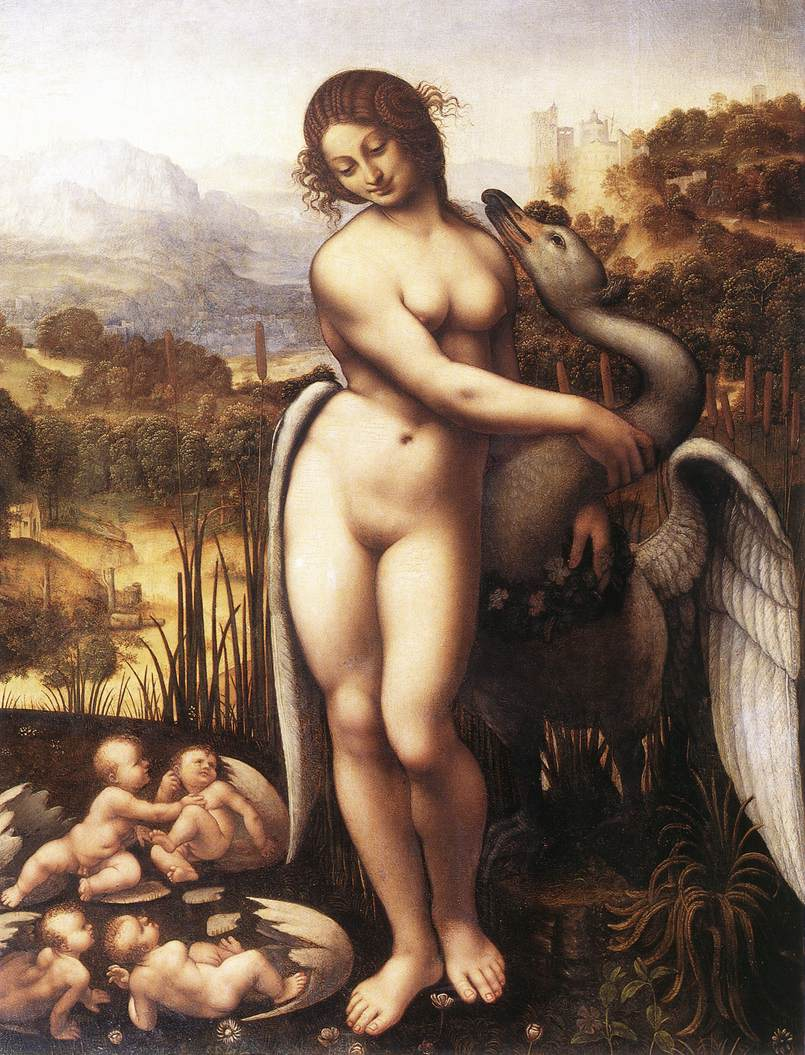
Versiunea lui Cesare da Sesto realizată între anii 1515 și 1520

Leda și lebăda este o pictură realizată de Leonardo da Vinci. Leonardo a fost foarte absorbit de această temă în timp ce a lucrat la Gioconda și în timp ce la Milano a făcut schițe cu multe lebede în șanț. Opera a fost descrisă de Cassiano del Pozzo în 1625. Există numeroase reproduceri inclusiv: un desen celebru realizat în 1506 de către Rafael Sanzio; un desen cu cretă roșie, care ar fi putut fi efectuat de către un asistent al lui Leonardo; o operă de Bugiardini; o altă copie, probabil, de Francesco Melzi plus o copie de un alt elev, Cesare da Sesto.